# Redmi Note 8
Redmi Note 8是小米科技旗下的子品牌Redmi（原红米手机系列）于2019年8月29日在北京发布的智能手机系列，包含Redmi Note 8和Redmi Note 8 Pro两款机型。为Redmi Note系列的第7代迭代机型系列，同时也是红米手机系列升级为子品牌以后的第二代迭代机型系列。另外Redmi Note 8的延伸機型為Redmi Note 8T相較於Note 8，還支援了NFC功能。
Redmi Note 8和Redmi Note 8 Pro在外观、核心参数和元器件等方面存在巨大差异。高配版本请参见Redmi Note 8 Pro。
該商品已從小米商城下架

## 简介
Redmi Note 8采用6.3英寸2340*1080分辨率LCD屏幕，屏幕上方设有水滴形状的前置摄像头凹口。机身背面搭载四颗摄像头，分别为4800万像素的主相机、800万的广角镜头、200万像素的微距镜头及200万像素的景深镜头，内置4000mah电池。核心配置上则搭载了高通骁龙665处理器（SM6125），提供梦幻蓝（蓝色炫光镀膜，蓝色电镀塑料中框）、皓月白（青白色炫光镀膜，机身下部可因光线变化而显示粉色，银色电镀塑料中框）和曜石黑（纯黑色无镀膜、黑色抛光塑料中框）三种配色。2019年11月14日，Redmi又添加“星云紫”配色（蓝紫色炫光纹理、深紫色电镀塑料中框）。此配色于2019年11月18日上市。
Redmi Note 8提供4GB RAM/64GB ROM、6GB RAM/64GB ROM、6GB RAM/128GB ROM三种存储配置，售价分别为999元人民币、1199元人民币和1399元人民币。其中，“星云紫”配色不可选6GB/128GB版本。

## 设计
Redmi Note 8取消了Redmi Note 7的“暮光金”配色，并新加入了白色色系的配色。在蓝色和紫色款的机身正面，为使视觉边框缩窄，将屏幕面板靠近边框的外围喷涂上一圈相对应的颜色，Redmi称之为“眼影光”渐隐设计。此外，机身的背部指纹区域也缩小，并做到与玻璃面板平齐，以减轻硌手感，增强美观度。

## 销售
Redmi Note 8于2019年9月10日开启预售，并在2019年9月17日上午10时正式在线上和线下平台开启销售。
2019年10月18日，Redmi Note 8正式登陆马来西亚市场。
2019年11月6日，Redmi Note 8的搭载NFC的版本Redmi Note 8T正式在西班牙发布，取消黑色配色，以灰色替代；取消蓝色配色，以蓝紫渐变色替代。该版本于2019年11月8日在西班牙开卖，11月13日在法国开卖，11月15日在德国开卖。台湾地区上市的时间则为11月27日。

## 评议
- Redmi Note 8搭载的高通骁龙665处理器官方称之为“性能升级”，但有些网友认为高通骁龙665是高通骁龙660的性能降级，且相对于国内市场竞品realme Q所搭载的骁龙712、20W快充以及UFS2.1闪存来说，Redmi Note 8的价格和配置“毫无竞争力”[5]。